# お姐ちゃん罷り通る
『お姐ちゃん罷り通る』（おねえちゃんまかりとおる）は1959年制作の日本映画。副題は「3 Dolls Go to Hong-kong」（スリードールズゴートゥーホンコン）。

## 概要
団令子・中島そのみ・重山規子主演の「お姐ちゃんシリーズ」第3作。
本作では、シリーズ唯一の海外ロケが行われ、当時イギリス領のホンコンが舞台になった。

## 上映データ
| 公開日 上映時間 | 1959年（昭和34年）                     | 11月22日                               | 日本                                   | 98分                                   |
| サイズ          | カラー                                 | 東宝スコープ                           |                                        |                                        |
| 同時上映        | 『花嫁さんは世界一』（監督：新藤兼人） | 『花嫁さんは世界一』（監督：新藤兼人） | 『花嫁さんは世界一』（監督：新藤兼人） | 『花嫁さんは世界一』（監督：新藤兼人） |

## キャスト
- 園江敏子（パンチ）：団令子
- 中原美津子（ピンチ）：中島そのみ
- 秋山重子（センチ）：重山規子
- 前原達夫：江原達怡
- 久保田浩：久保明
- 清川秀夫：山田真二
- 丁梨華：丁紅
- 周承萬：張沖
- 周萬福：尤光照
- 邱良漢：池部良
- 大神仁太：多々良純
- 園江澄子：笹るみ子
- 中原敬太郎：高田稔
- 中原民子：坪内美詠子
- 池林編集長：南道郎
- 交通巡査：桜井巨郎
- タクシーの運転手：荒木保夫
- 交通巡査：八波むと志
- マリ子：山本青位
- ユリ子：三輪栄子
- キリ子：沖美智子
- ミチ子：原千恵子
- カズ子：河野汐美
- 出前特：三浦敏男
- 黒眼鏡の男：兼松保夫
- 張支配人：大友伸
- 税関の係：張鴻濤

## スタッフ
| 監督         | 杉江敏男           |
| 製作         | 藤本真澄、邵逸夫   |
| 脚本         | 笠原良三           |
| 音楽         | 神津善行           |
| 撮影         | 完倉泰一           |
| 美術         | 村木与四郎         |
| 録音         | 伴俊也             |
| 照明         | 石井長四郎         |
| 編集         | 小畑長蔵           |
| チーフ助監督 | 秋山正             |
| 製作担当者   | 根津博、爾光       |
| 監督助手     | 木下亮、中野昭慶   |
| 撮影助手     | 宇野晋作           |
| 結髪         | 伊奈圭子           |
| 整音         | 宮崎正信           |
| スチール     | 泰大三             |
| 振付         | 県洋二             |
| 演技事務     | 滝沢健夫           |
| 音楽事務     | 原田英雄           |
| 経理担当     | 二村寿夫           |
| 宣伝係       | 望月芳枝           |
| 製作係       | 井上卓之、橋本利明 |
| 音響制作     | 東宝ダビング       |
| 製作         | 東宝、邵氏機構     |
| 配給         | 東宝               |